# Stadła (województwo małopolskie)
Stadła (do 1964 Stadło) – wieś w Polsce położona w województwie małopolskim, w powiecie nowosądeckim, w gminie Podegrodzie. Jedna z najstarszych osad kolonistów niemieckich na Sądecczyźnie.

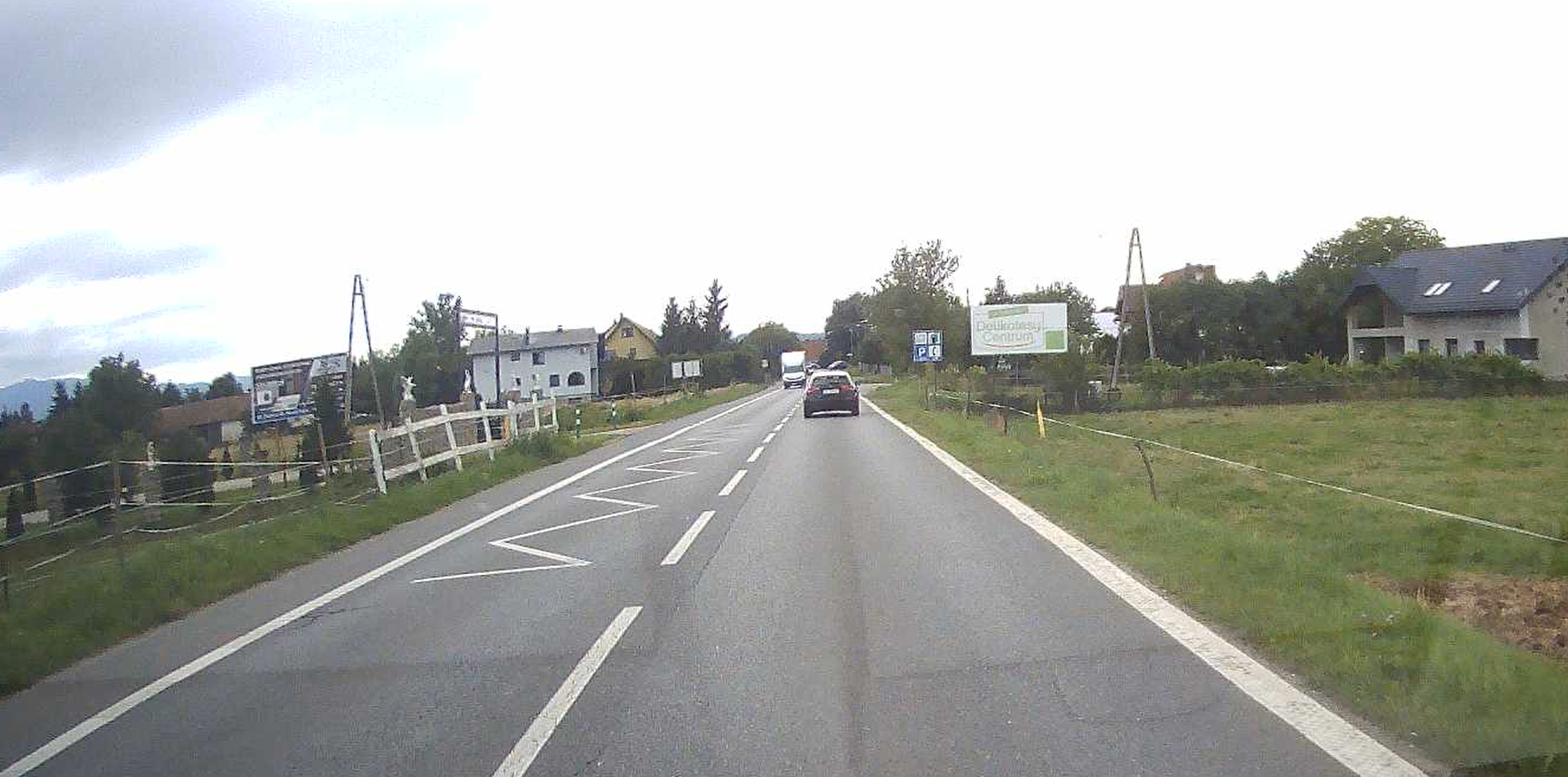
Droga powiatowa nr 1544k w Stadłach (Wyglanowice) (2023)

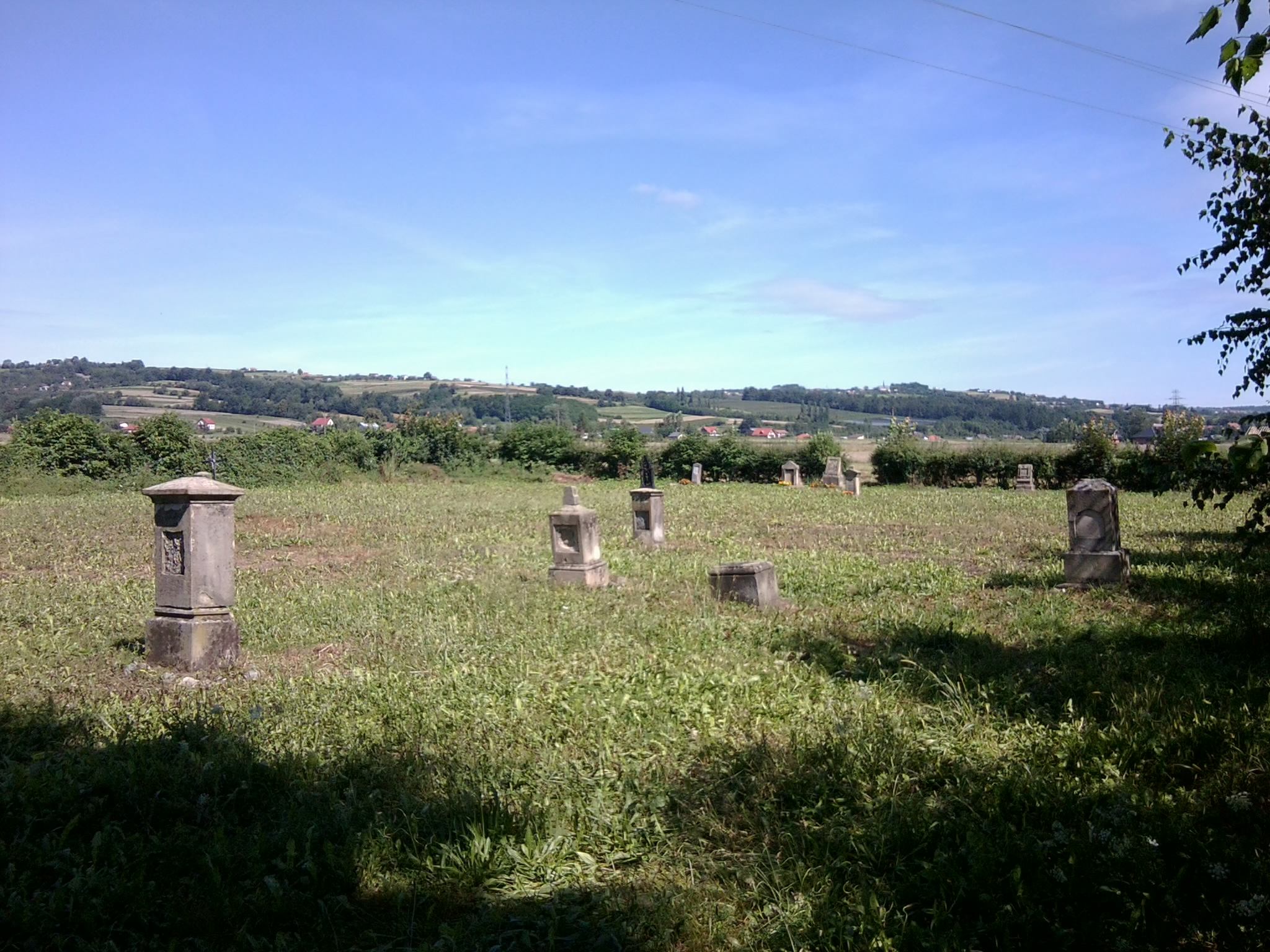
Lewa strona cmentarza ewangelickiego

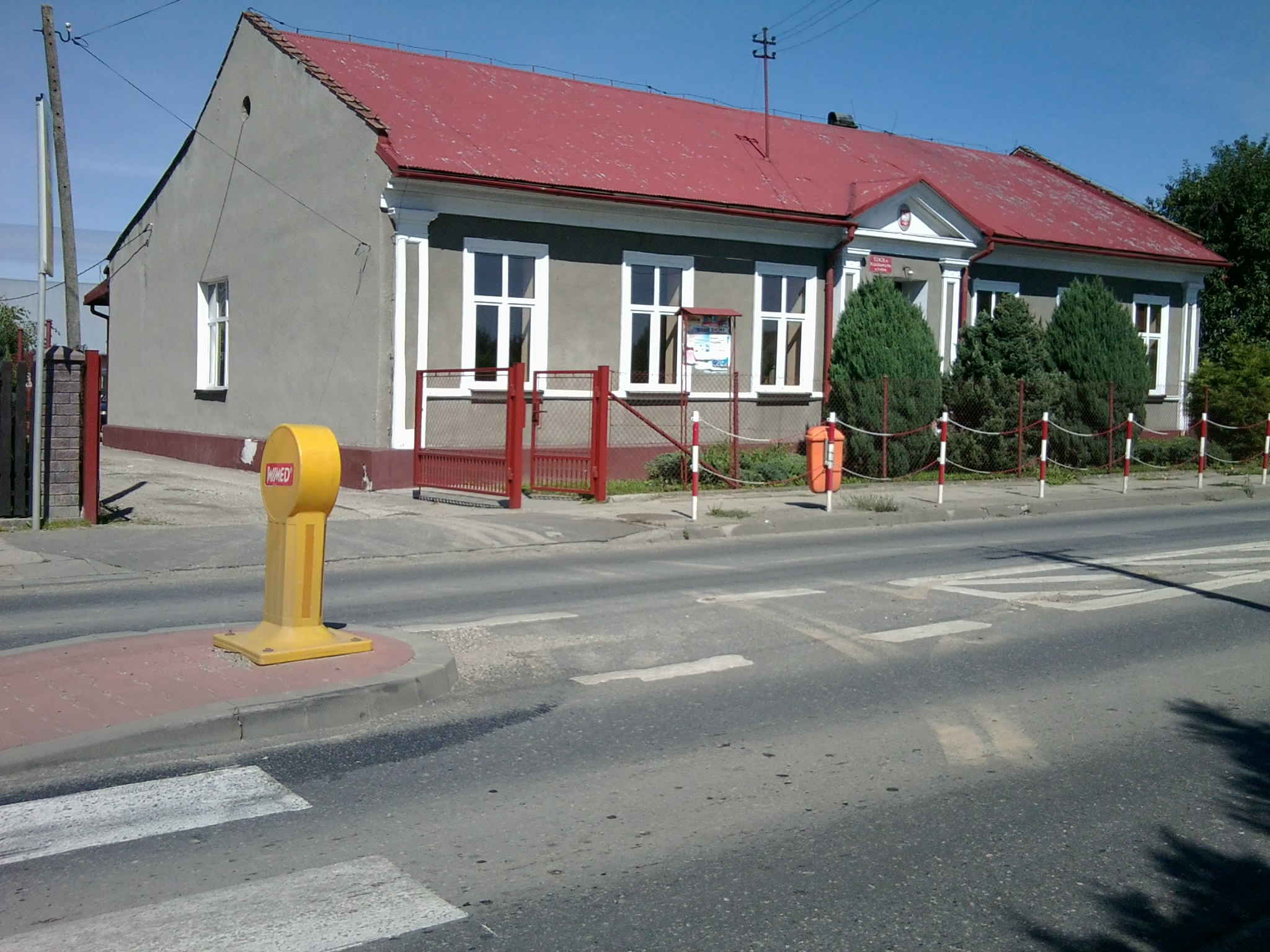
Szkoła podstawowa

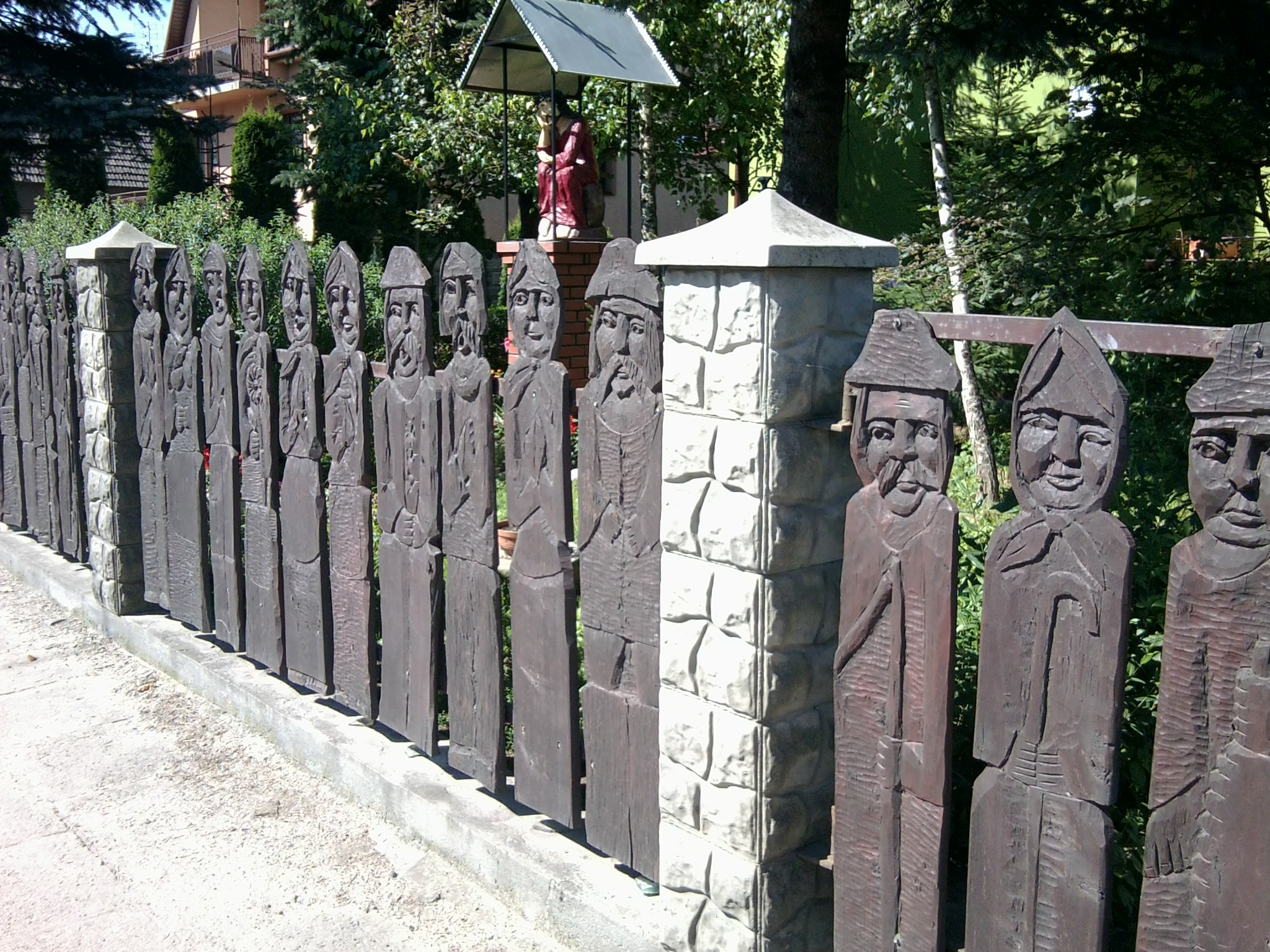
Ogrodzenie posesji rzeźbiarza K. Basty

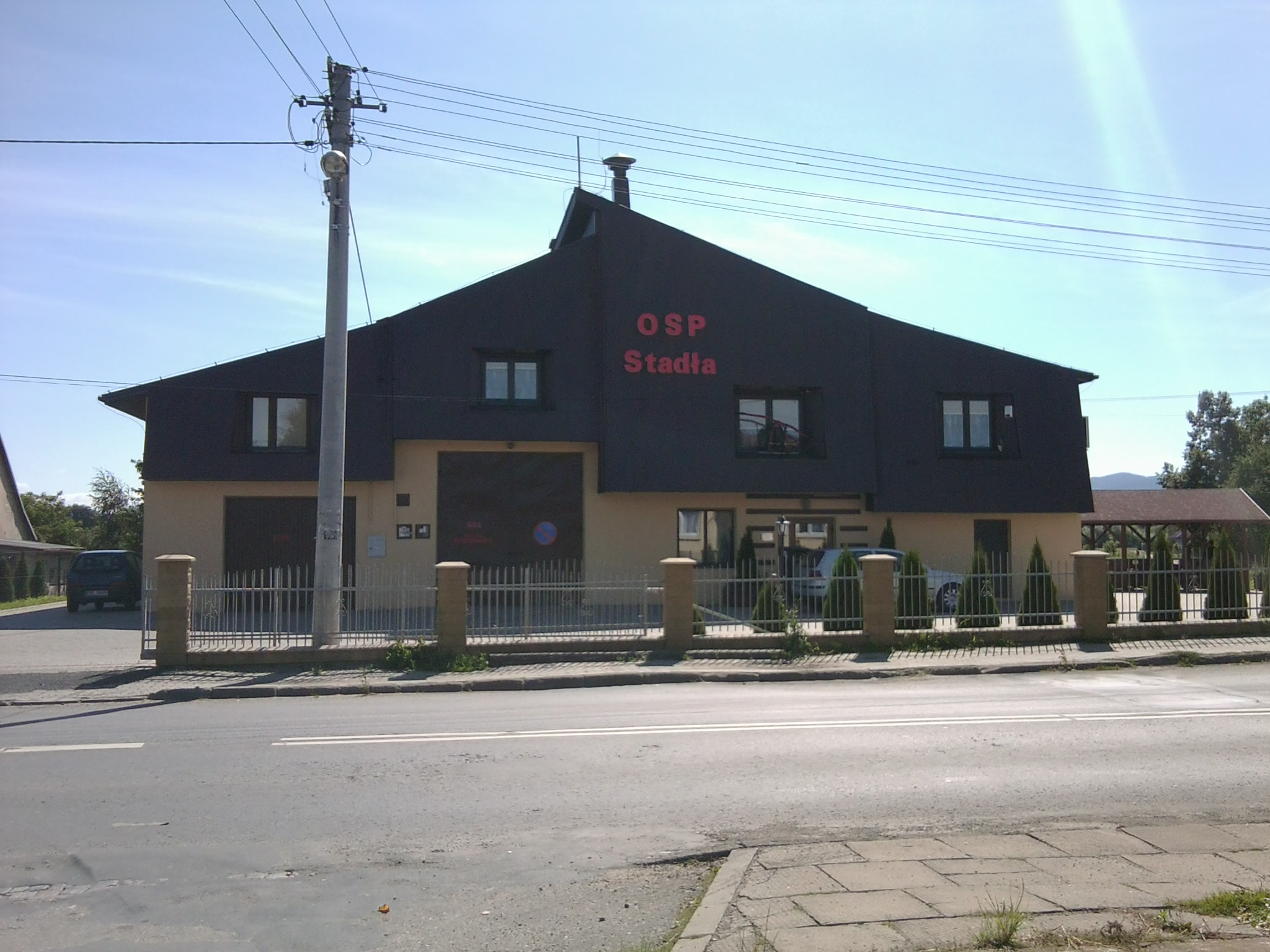
Remiza OSP

Wieś królewska starostwa sądeckiego w powiecie sądeckim województwa krakowskiego w końcu XVI wieku.

## Położenie
Wieś położona jest w środkowej części Kotliny Sądeckiej, na lewym brzegu Dunajca, około 10 km od Nowego Sącza. Obszar Stadeł zajmuje 3,67 km² (5,6% powierzchni gminy). Graniczy z: Podegrodziem, Gostwicą, Brzezną oraz Starym Sączem. Przez Stadła przepływa potok Gostwiczanka. Przez południowo-wschodnią część wsi przebiega obwodnica Podegrodzia, w ciągu drogi wojewódzkiej nr 969 (Stary Sącz – Nowy Targ).

## Toponimika nazwy
Nazwa wsi jest pochodzenia kulturowego, utworzona od wyrazu stadło, który oznacza „małżeństwo”, „wspólnotę”. Do 1964 wieś nosiła nazwę Stadło, ale zmieniono ją, gdyż nie miała uzasadnienia historycznego. Najstarsze zapisy nazwy wsi to Stadla (z 1469) i Stadła (z 1581). Nazwa Stadło była używana w XIX w., na co wskazują źródła pochodzące z tamtego okresu.
Mieszkańcy nazwę wsi tłumaczą tym, iż dawniej na tych terenach wypasane były stada.

## Historia
Pierwsze pojawienie się nazwy Stadła przypada na 1469. Wchodziły wtedy w skład posiadłości Klarysek ze Starego Sącza. Mieszkańcy Stadeł uczęszczali do szkoły i kościoła w Podegrodziu. Miejscowi wierni Kościoła rzymskokatolickiego obecnie również należą do parafii w Podegrodziu.
W 1781 roku do znajdującej się pod zaborem austriackim Galicji zaczęli napływać w ramach akcji kolonizacyjnej osadnicy. Pochodzili oni w większości z Palatynatu i Nassau (Południowo-Zachodnie Niemcy). Na Sądecczyźnie założono liczne kolonie, między innymi w Stadłach, gdzie osiedliło się na początku 20 rodzin. Wówczas Stadła stały się centrum parafii ewangelickiej. Wybudowana w Stadłach kaplica przez Klaryski ze Starego Sącza w roku 1786 zamieniona została na kościół ewangelicki i służyła kolonistom z okolicznych miejscowości. Po pożarze w 1806 roku on został odbudowany i ponownie konsekrowany w 1808 r. Po II wojnie światowej został przeniesiony do Świniarska, gdzie do 2003 służył jako kościół rzymskokatolicki. Częściowo zniszczony pożarem został rozebrany i przeniesiony do Sądeckiego Parku Etnograficznego. Wraz z budynkami z Gołkowic tworzy obecnie sektor kolonistów józefińskich. Cmentarz ewangelicki w Stadłach z nielicznymi nagrobkami zachował się do dziś. W 1852 pastorem ewangelickim w Stadłach został ks. Jerzy Heczko.
Szkoła w Stadłach została wybudowana przez kolonistów niemieckich na ich użytek. Początkowo drewniana, a w 1893 rozebrana i wybudowana jako murowana. Do szkoły uczęszczały dzieci niemieckie ze Stadeł oraz sąsiednich kolonii. Po wojnie Stadła doczekały się polskiej czteroklasowej szkoły. Obecnie dzieci uczą się w sześciu oddziałach.
W Stadłach mieszkały również trzy rodziny żydowskie, jedna z nich prowadziła przed wojną karczmę, która po wojnie służyła jako lokum Ochotniczej Straży Pożarnej.
Podczas II wojny światowej siedziba gminy Stadło.
W latach 1975–1998 miejscowość administracyjnie należała do województwa nowosądeckiego.

## Zabytki
- cmentarz ewangelicki – cmentarz z 1873 roku, gdzie znajdują się groby kolonistów niemieckich, zamieszkujących Sądecczyznę w latach 1873–1945.

## Sztuka
W Stadłach żyje i tworzy Kazimierz Basta – twórca ludowy. Wykonuje rzeźby monumentalne i mniejsze figurki, płaskorzeźby. Jego świątki otrzymali prezydenci Polski i Litwy. W 1993 przekazał swoje rzeźby papieżowi Janowi Pawłowi II. Wiele jego dzieł znajduje się w prywatnych kolekcjach, galeriach i muzeach. We własnym domu prowadzi małą galerię, gdzie wystawia swoje rzeźby, fotografie i pamiątki.

## OSP Stadła
Ochotnicza Straż Pożarna w Stadłach została założona w 1932 z inicjatywy: Józefa Golonki, Józefa Kocańdy, Władysława Gąsiorowskiego i Jakuba Farona. Pierwszą remizą OSP była szopa u jednego z gospodarzy. Na początku gromadzono sprzęt gaśniczy. W 1947 siedziba OSP została przeniesiona do starej karczmy żydowskiej. W latach 1981–1988 wybudowana została nowa siedziba. W 2002 jednostka obchodziła jubileusz 70-lecia.
Wyposażenie:
- 349 K 88 – SLOp Volkswagen Bora
- 349 K 86 – SLOP Kia Cee’d SW
- 349 K 89 – GBARt 3/16 Volvo FL[13]